# Lilia Rositto
Lilia Rositto (...) è un'ex schermitrice argentina.

## Palmarès
In carriera ha conseguito i seguenti risultati:
- Giochi Panamericani:

Buenos Aires 1951: bronzo nel fioretto individuale.